# Coyoacán
Pour la station de métro, voir Coyoacán (métro de Mexico)

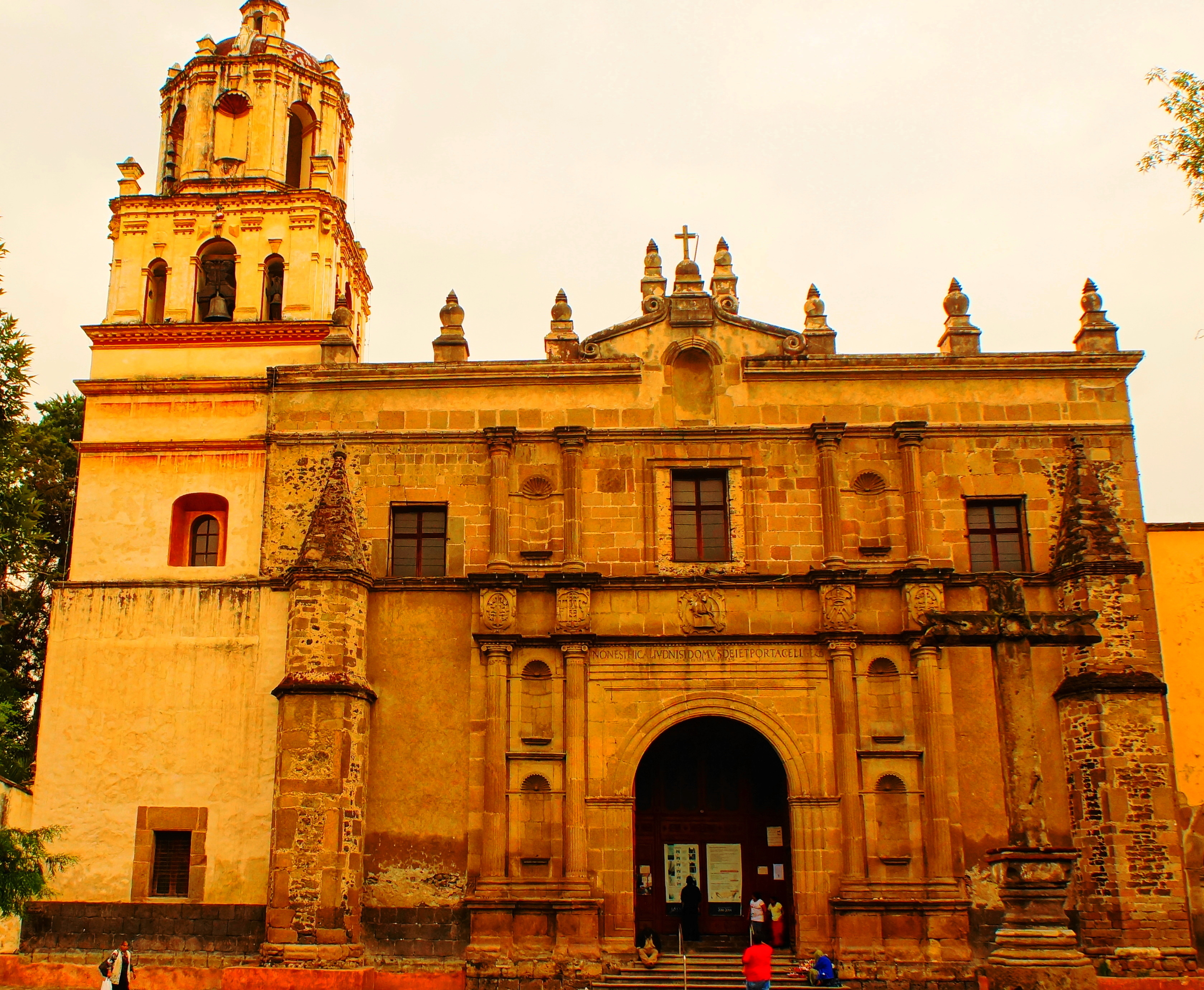
Le monastère Saint-Jean-Baptiste à Coyoacán.

Coyoacán est l'une des seize divisions territoriales (demarcaciones territoriales) de Mexico au Mexique. Son siège est Villa Coyoacán.

## Géographie
Coyoacán s'étend sur 54,4 km2 dans le sud de la ville. Elle est limitrophe des divisions Benito Juárez au nord, Iztapalapa à l'est, Xochimilco au sud-est, Tlalpan au sud et Álvaro Obregón à l'ouest.

## Toponymie
Le nom Coyoacán est formé de trois parties : coyotl (le coyote), -hua (suffixe possessif), -can (suffixe locatif). Leur contraction signifie l'endroit de ceux qui possèdent des coyotes

## Histoire
À l'époque préhispanique, Coyoacán est une cité tépanèque situé au bord du lac Xochimilco. Elle est conquise par les Aztèques en 1430 et reliée par une chaussée à Tenochtitlan. Après le siège de Tenochtitlan, Cortés établit provisoirement son gouvernement à Coyoacán, qui devient par la suite une de ses encomiendas.

## Population et société

### Université
Au sud de l'arrondissement on trouve la cité universitaire, site principal de l'UNAM.

## Culture et patrimoine

### Lieux et monuments
- La maison de Frida Kahlo, transformée en musée, avec son jardin. Trotski y séjourna.
- La maison-musée Léon Trotski est la demeure où celui-ci s'installa avec sa femme après avoir quitté la maison de Frida Kahlo, et où il fut assassiné en août 1940. La maison et le bureau de Trotski sont restés dans l'état où ils étaient le jour du meurtre. Le jardin abrite les cendres de Trotski et de sa femme Natalia[2]
- Musée national des interventions
- Le musée Anahuacalli
- L'église de la Sainte Conception
- Los viveros, grandes pépinières de Mexico.
- La maison d'Alvarado : l'archéologue Zelia Nuttall y vécut et Octavio Paz y mourut ; elle est depuis 2006 le siège de la phonothèque nationale.
- Le musée national de l'aquarelle Alfredo Guati Rojo
- La place Sainte-Catherine
- La maison culturelle Jesus Reyes
- L'église Saint-Jean-Baptiste
- Le temple Saint Antoine Panzacola (es)
- La place de Churubusco.

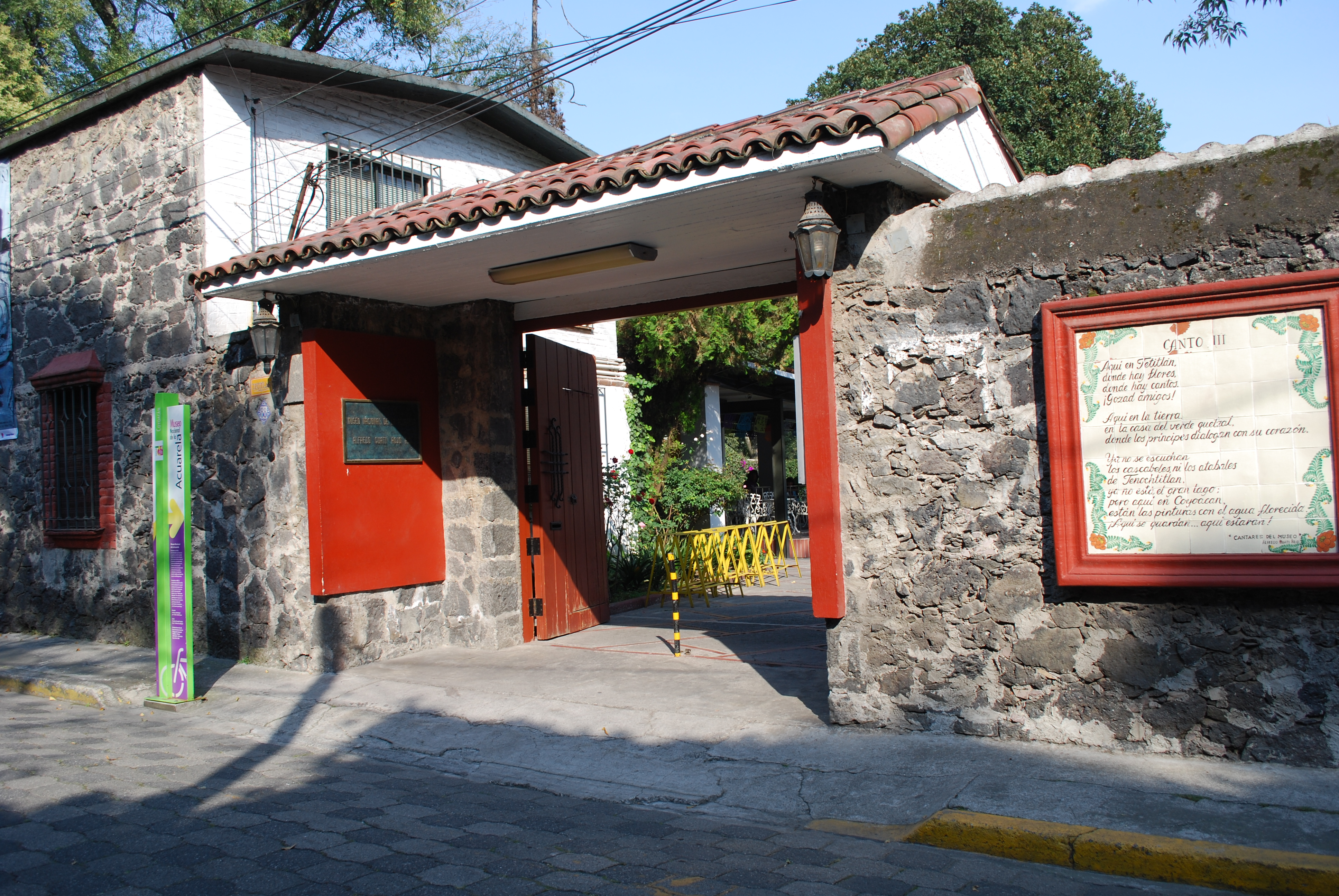
Entrée du musée de l'aquarelle
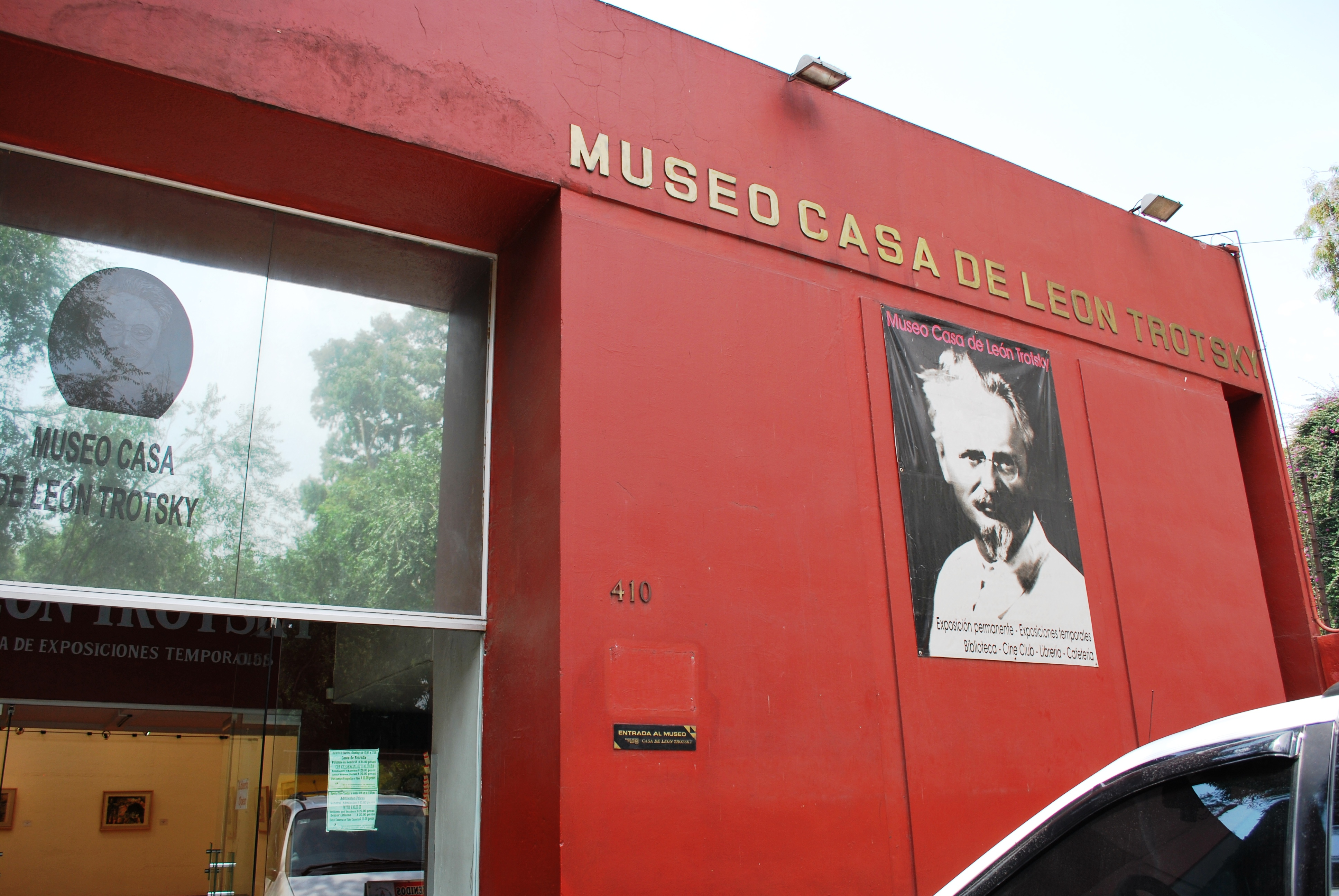
Musée-maison Leon Trotsky
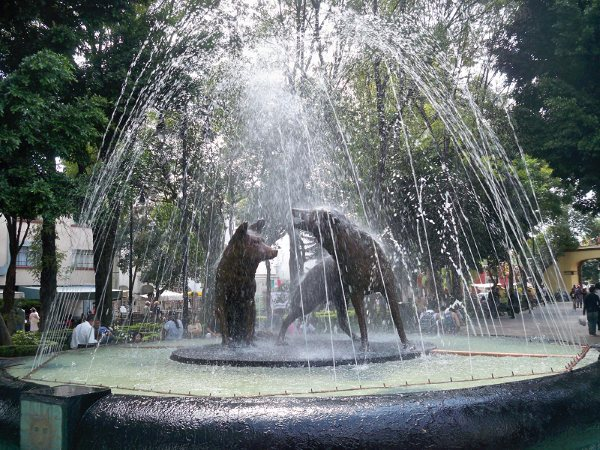
Fontaine à Coyoacán
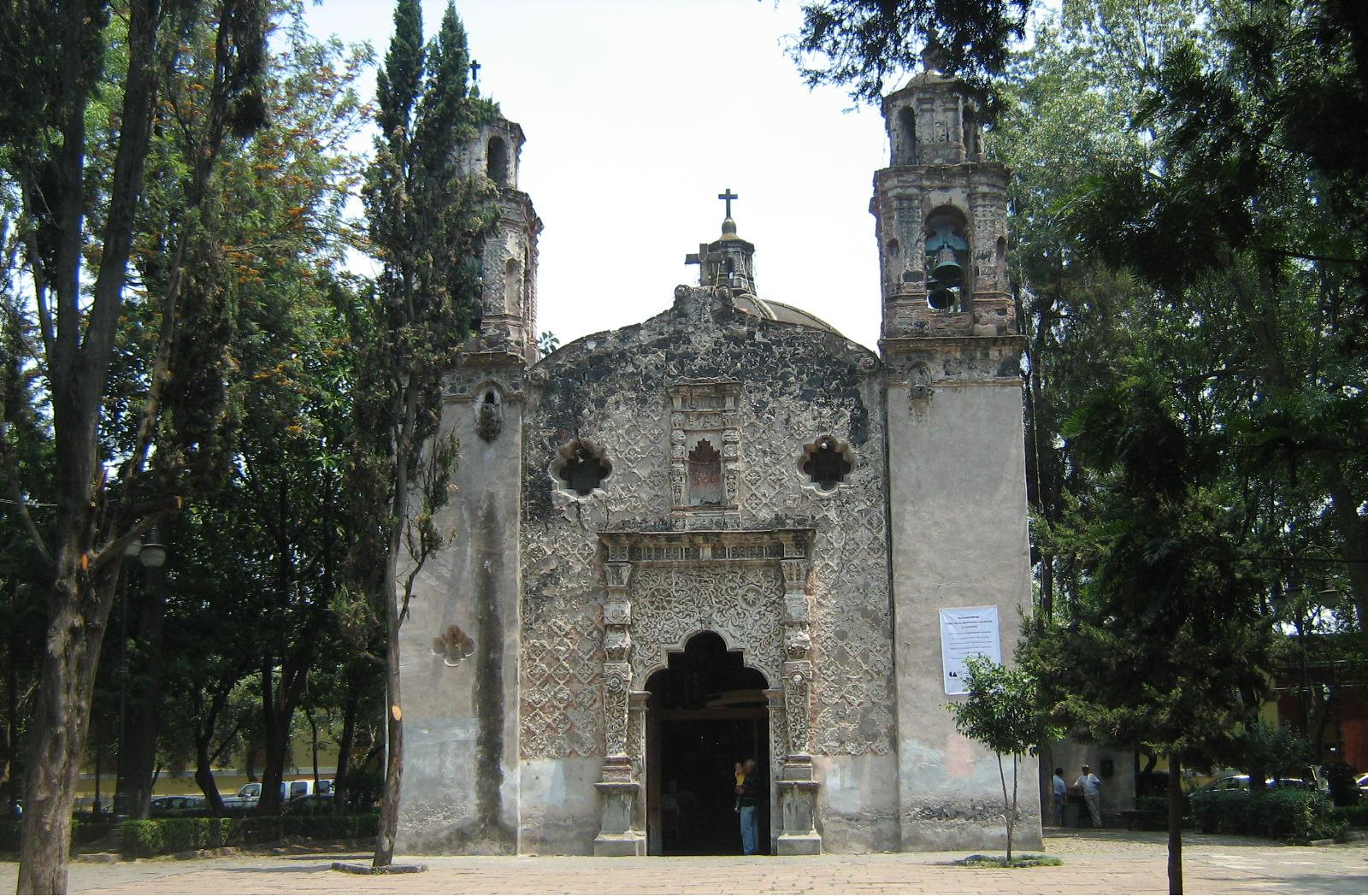
Église à Coyoacán